# Gmina Trpinja
Gmina Trpinja (chorw. Općina Trpinja, serb. Општина Трпиња) – gmina w Chorwacji, w żupanii vukowarsko-srijemskiej. W 2011 roku liczyła  5572 mieszkańców.